# Protomocoelus australis
Protomocoelus australis is een keversoort uit de familie Passalidae. De wetenschappelijke naam van de soort is voor het eerst geldig gepubliceerd in 1835 door Boisduval.